# Valpuiseaux
Valpuiseaux là một xã ở tỉnh Essonne thuộc vùng Île-de-France miền bắc nước Pháp.
Theo điều tra dân số năm 1999, dân số xã này là 514 người. Ước tính dân số năm 2006 là 603.
Danh xưng cư dân địa phương Valpuiseaux trong tiếng Pháp là Valpuisiens.